# 洛佩斯角

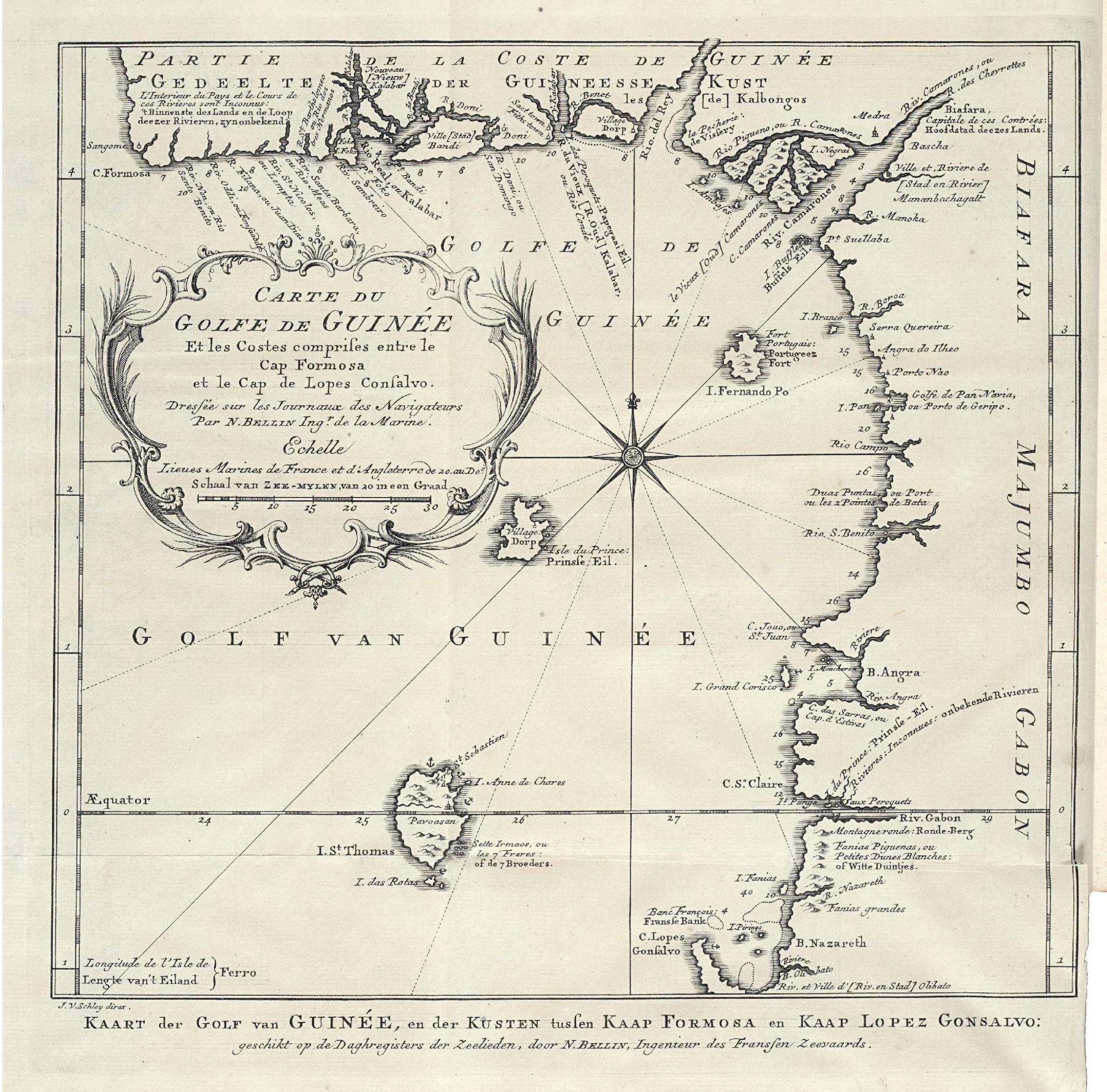
1747年地圖，可見當時洛佩斯角的名稱為「Cap Lopez Gonsalvo」

洛佩斯角（法語：Cap Lopez，舊名：Cap Lopez Gonsalvo），是一個約30公里長的半島，位於加彭奧果韋河三角洲上的曼基島。高度約3.6公尺，它延伸進入大西洋，是加彭海岸的最西端，也是幾內亞灣及邦尼灣的南界。
洛佩斯角是由葡萄牙探險家洛佩斯·貢薩爾維斯於1474年左右所發現的，並於1480年左右給予命名。在十八、十九世紀時，奴隸貿易盛行。1862年，法國和當地居民代表雙方簽署《洛佩斯角條約》，將洛佩斯角的主權割讓給法國。1960年，洛佩斯角隨著加彭獨立。目前屬於加彭濱海奧果韋省班基區，城市讓蒂爾港距洛佩斯角約十幾公里遠。
洛佩斯角的頂點設有燈塔。始建於1897年，目前所看到的燈塔建於1911年，使用鋼和銅鉚接而成。燈塔設立的目的是成為洛佩斯角之油港入口的參考點，指引附近的船。燈塔目前已關閉多年，並有被侵蝕崩塌的隱憂。
洛佩斯角的石油港口位於讓蒂爾港附近。幾乎加彭所有的石油都是從這裡出口的。港口在1957-1958年於法國殖民統治期間建成。它不斷的擴建，以容納越來越大的油輪。
洛佩斯角也是1913年阿爾伯特·史懷哲遠赴加彭行醫時登陸的地點，然後沿著奧果韋河逆流而上到達蘭巴雷內。

## 外部連結
- Phare du Cap Lopez 洛佩斯角的燈塔 （页面存档备份，存于）

0°37′10.2″S 8°42′40.5″E / 0.619500°S 8.711250°E